# 3341 Гартман
3341 Гартман (3341 Hartmann) — астероїд головного поясу, відкритий 17 липня 1980 року.
Тіссеранів параметр щодо Юпітера — 3,178.